# Amy Bailey
Amy Bailey OJ, OD, OBE, MBE (27 tháng 11 năm 1895 - 3 tháng 10 năm 1990) là một nhà giáo dục, nhân viên xã hội và người ủng hộ quyền phụ nữ người Jamaica. Bà là người đồng sáng lập tổ chức viện trợ Jamaica Save the Children và là động lực thúc đẩy nỗ lực giới thiệu kiểm soát vấn đề sinh sản cho hòn đảo. Bà đã nhận được nhiều danh hiệu và giải thưởng trong sự nghiệp của mình, bao gồm Huân chương Đế quốc Anh, Huân chương Phân biệt Jamaica và Giải thưởng Marcus Garvey loại Xuất sắc năm 1988. Năm 1990, ngay trước khi qua đời, bà được vinh danh Huân chương Jamaica.

## Sự nghiệp
Vào tháng 1 năm 1920, Bailey bắt đầu giảng dạy tại Trường trung học kỹ thuật Kingston (KTHS), khi bà được thuê để thay thế em gái mình đang nghỉ phép ba tháng. Ivy đã không trở lại trường học và Bailey, người bắt đầu làm giảng viên tốc ký, ở lại cho đến năm 1958. Sau khi bà nghỉ hưu ở KTHS, Bailey giảng dạy tại Đại học Khoa học và Công nghệ từ năm 1958 đến 1963.

## Di sản
Trong suốt cuộc đời của mình, Bailey đã nhận được nhiều giải thưởng và danh dự. Năm 1978, bà được trao tặng Huân chương Phân biệt Jamaica cho dịch vụ công cộng của mình. Vào tháng 1 năm 1988, bà đã được trao Giải thưởng Marcus Garvey cho Xuất sắc vì sự cống hiến của cô cho sự phát triển của các chương trình phúc lợi xã hội của Jamaica. Năm 1990, một bộ phim tài liệu về cuộc đời của Bailey và Farquharson, tình bạn đáng chú ý của họ và công việc của họ cho sự bình đẳng chính trị và kinh tế của phụ nữ đã được Sistren Research sản xuất. Vào Ngày Quốc tế Phụ nữ, 8 tháng 3 năm 1990, Bailey và Farquharson, đã được trao tặng Huân chương Jamaica vì những đóng góp của họ cho quyền của phụ nữ. Một buổi lễ ban lệnh được tổ chức vào ngày 5 tháng 6 năm 1990.

### Trích dẫn
1. ↑  Grinam & ngày 8 tháng 2 năm 1990, tr. 16.
2. 1 2  Smith 1988, tr. 11.
3. 1 2  Rose & 8/1978.
4. ↑  The Star 1990, tr. 8.
5. ↑  Jamaica Record & 6/1990, tr. 2.